# Catégorisation
La catégorisation est une activité mentale qui consiste à placer un ensemble d'objets dans différentes catégories (classes, types, taxons) en fonction de leurs similarités ou de critères communs.
Il s'agit d'une stratégie cognitive fondamentale dans la perception et la compréhension de concepts et d'objets, dans la prise de décision et dans l'interaction avec l'environnement, à tel point qu'elle est considérée comme un processus cognitif fondamental. Une catégorie cognitive est un ensemble d’objets ayant, du point de vue de l’individu, des raisons d'être conçus simultanément.
La catégorisation est voisine de la classification, cette dernière s'appliquant essentiellement aux processus et structures scientifiques ou techniques permettant la catégorisation. La catégorisation s'applique plutôt aux aspects psychologiques et au concept lui-même[réf. nécessaire].

## Principe
Il s’agit de stocker l’information en la structurant de manière mémorisable et opérante.
Selon la logique, une catégorie est définie sur la base d’une relation d’appartenance permettant de dire si oui ou non un élément appartient à une catégorie.
La catégorisation se révèle être une activité cognitive consistant à regrouper des objets ou des évènements non identiques dans des catégories. Il existe différentes approches de la catégorisation.

### Approche classique
Selon l'approche classique aristotélicienne, les catégories sont des entités discrètes qui se définissent par un ensemble de caractéristiques communes aux éléments qui les constituent. Ces caractéristiques sont les conditions à la fois nécessaires et suffisantes pour la constitution du sens lié à la catégorie.

### Sciences cognitives
Au cours des années 1970, les recherches de Eleanor Rosch et George Lakoff en particulier ont amené l'idée que la catégorisation peut être vue comme un processus fondé sur des prototypes. La théorie du prototype part ainsi du principe qu'une catégorisation n'est jamais idéalement réalisée mais s'approche graduellement d'un prototype ou modèle abstrait. En ce sens, cette approche s'éloigne de la conception aristotélicienne : alors que dans l'approche classique, un oiseau serait défini par un ensemble nécessaire et suffisant de caractéristiques (par exemple les ailes, les plumes, le bec, etc.), dans la seconde approche, un moineau représente un meilleur prototype d'oiseau qu'un pingouin, et un ours se distingue trop du prototype idéal pour être catégorisé comme oiseau.

### Organisation hiérarchique
La catégorisation peut également être organisée hiérarchiquement. En particulier dans le cas des taxinomies, chaque classe est associée à des « sous-classes » ou classes filles ainsi qu'à des « sur-classes » ou classes mères. Même avec cette structure, il existe des cas problématiques, pour lesquels il est difficile de définir précisément la classe dans laquelle ils doivent être rangés.
Le contenu, ou sens, d'une classe, ainsi que sa portée, ou étendue, se définissent réciproquement. Les classes les plus générales ont une grande portée, mais un sens vague. Au contraire, les classes les plus spécifiques ont une portée très restreinte, mais un sens plus précis. Ainsi, le terme « mobilier » englobe une plus grande variété d'objets que le terme « chaise » (portée) et a une signification plus vague (sens).
Ces catégories cognitives sont hiérarchisées, c'est-à-dire que chaque catégorie est incluse dans la catégorie d’ordre supérieur. Les catégories les plus abstraites et les plus génériques correspondent aux catégories les plus englobantes.
Au sein de cette catégorisation, on trouve différents niveaux :
- le niveau de base (ou niveau de référence) utilisé dans le traitement des informations ;
- les catégories super-ordonnées ;
- les catégories supra-ordonnées.

### Organisation en réseau
Elle admet que les connaissances ne peuvent pas être dissociées et « rangées » dans des catégories indépendantes. Elles sont toutes liées les unes aux autres par des relations d’intensité variable. Selon Mervis et Rosch (1981), la catégorisation se révèle être une activité cognitive consistant à regrouper des objets ou des événements non identiques dans des catégories, une catégorie cognitive étant un ensemble d’objets « considérés comme équivalents » par l’individu.
Barsalou (1983), souligne qu’il existe des catégories naturelles (ou taxinomiques) qui obéissent à l’organisation hiérarchique, et des catégories ad hoc, dont la structure tend à s’approcher des réseaux, regroupant des éléments issus de différentes catégories naturelles mais répondant à un même but.

## Modèles
Les individus adoptent (que ce soit conscient ou non) l'un des modèles suivants pour effectuer un choix ou une comparaison de caractéristiques.
- La catégorisation par attributs : l’élément est affecté à la catégorie avec laquelle il a le plus grand nombre d’attributs en commun. L'analyse en composantes (componential analysis) correspond à cette méthode. Par exemple, pour la catégorie « chat », on liste des traits comme « poil doux », « yeux oblongs », « oreilles triangulaires ».
- La catégorisation prototypique (théorie du prototype) : la catégorie est organisée autour d’un élément central fictif, le prototype, résumé de la catégorie. La classification s'opère à partir de représentants typiques. L’appartenance d’un objet à la catégorie est déterminée par sa similitude au prototype, par un « air de famille ». Par exemple, pour la catégorie « chat », on se réfère au « chat de gouttière ». Cette méthode a été développée par Eleanor Rosch pour les couleurs[8], par Brent Berlin (en)[9] en ethnobiologie. Le prototype s'organise autour d'une moyenne : on se fonde sur les chats rencontrés, peut-être très différents de chats d'un autre continent.
- La catégorisation par l’exemplaire : la catégorie est organisée autour d’un de ses membres réel, l’exemplaire, qui définit au mieux, aux yeux de l’individu, la catégorie. La similitude d’un objet à l’exemplaire détermine l’appartenance de l’objet à sa catégorie[10]. Par exemple, pour la catégorie « chat », on se réfère à d'autres exemples de la catégorie, stockés en mémoire : un persan est classé comme chat car il ressemble à des exemples en mémoire de la catégorie.

## Processus
Le processus de classification peut être holistique ou analytique.
- Le processus holistique : Rosch et Mervis (1975) ont proposé le modèle prototypique des catégories cognitives. En se fondant sur la typicalité ou la similarité, les individus font leur évaluation. Cette dernière ne se fait pas par le biais d’une analyse de différents attributs mais selon un processus global.
- Le processus analytique : il s'agit de comparer directement les attributs et non plus de recourir à un processus global. La catégorisation s’appuie sur la similarité entre les caractéristiques associées au stimulus et aux catégories cognitives existantes[11].

## Dynamique
L'apprentissage est l'ajout de nouveaux concepts, notamment dans l'acquisition du langage. Le nouveau concept sera d'autant plus retenu s'il est mis en relation avec des concepts existants. La catégorisation forme ainsi un système dans lequel chaque élément est défini notamment par ses relations avec les autres éléments du système : un ours n'est pas un oiseau car il se rapproche plus du prototype de l'ours que du prototype de l'oiseau.
La créativité est bien souvent associée à des catégorisations excentriques.
L'oubli est l'affaiblissement, voire la perte, de connexions. À son origine se trouvent les contradictions et les accidents (voir amnésie).
Le rêve est décrit par certains scientifiques comme une forme de test du système conceptuel pendant le sommeil. Par le rêve peuvent apparaître de nouvelles connexions, ou des connexions existantes peuvent être renforcées ou affaiblies.

## Catégorisation sociale
Cette section devrait être déplacée dans l'article Catégorisation sociale.
Pour plus d’informations, se reporter en page de discussion. (mai 2023)
La catégorisation sociale réfère à la classification d’individus dans un groupe particulier selon des traits déterminée comme étant significative par la société. Les individus appartiennent à une catégorie sociale selon les affinités qu’ils partagent avec les autres membres du groupe. Certains marqueurs sociaux, c’est-à-dire des signaux percevables qui peuvent fournir de l’information biologique, sociologique et psychologique, renseignent les catégories sociales.
Une recherche par Patterson et Bigler (2006) démontre que la catégorisation sociale est un processus qui commence dès l’enfance. Lorsque des groupes de couleurs sont attribués à des enfants préscolaires, des attitudes biaisées entre les groupes d'enfants se sont formées. Cette recherche indique qu’un enfant est capable de premièrement identifier les différences entre lui-même et ces pairs. De plus, ils peuvent former des jugements et des attitudes envers ceux de leur propre groupe et d'autres groupes indiquant des indices de formation de stéréotypes sociale et le préjudice. D'ailleurs, par l’âge d’un an, les enfants sont capables de catégoriser les individus par leur genre, et vers 24 mois ils sont même capables d’attribuer des activités communes de genre tels qu’appliquer le rouge à lèvres démontrant leur capacité de former des stéréotypes. Les chercheurs soulignent la catégorisation sociale pendant l’enfance par des interactions entre leurs pairs et avec des adultes.

### Types de catégories sociales
- Sexe : Le sexe est un caractère physique permanent de l'être, opérant une distinction entre mâles et femelles[16].
- Race : La race est un concept qui consiste à regrouper des personnes par des traits physiques et une ascendance partagée[17].
- Âge : Barth et al. (2017)[12] décrivent que l’âge peut également être discuté en tant que catégorie, cependant, avec des individus appartenant à un groupe de personnes dont l’âge chronologique se situe dans une gamme spécifiée ou groupe d’âge. Contrairement à la « race » et au sexe, l'âge change au cours de la vie d’un individu.
- Langue parlée : Diverses études auprès d’adultes suggèrent que les personnes catégorisent et forment des inférences aux sujets d’autres individus basés sur le langage et l’accent (Giles & Billings, 2004; Labov, 2006 comme cité dans Kinzler & Dejesus, 2013)[18]. Le langage est un facteur contribuant à la catégorisation sociale pendant non seulement l’âge adulte, mais est développé lors de l’enfance. Une recherche par Lorenzoni et al. (2022)[19] démontre que les participants bilingues catégorisent des individus appartenant aux mêmes communautés langagières (un groupe de personnes qui partage la même langue, les mêmes caractéristiques de la parole et les mêmes façons d’interpréter la communication)[20].

### L’effet des points communs
Une recherche effectuée par Kinzler et al. (2007) démontre la priorisation du regard de jeunes enfants envers la personne qui parlait auparavant leur langue maternelle, et relève que les nourrissons plus âgés acceptent plutôt les jouets des locuteurs de leur langue maternelle et que les enfants d'âge préscolaire choisissent les locuteurs de langue maternelle comme amis.
Une recherche par Kinzler et Dejesus (2013) relève que les enfants âgés de 5 à 6 ans peuvent différencier l’anglais américain du « nord » (Illinois) et du « sud » (Tennessee), et préfèrent principalement les personnes qui parlent l’anglais de la même région, mais n’ont pas démontré une connaissance de leurs stéréotypes. À 9 et 10 ans, les enfants ont témoigné considérer l’anglais américain du nord comme étant « intelligent » et l’anglais américain du sud comme étant « gentil ».

### La formation de stéréotypes

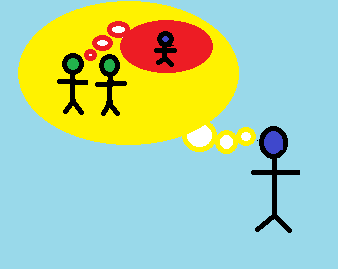
Postérieurement à la catégorisation sociale, l'individu peut développer un stéréotype.

La catégorisation est le précurseur pour la formation des stéréotypes. Lorsqu’une personne est attribuée à un groupe social, des traits basés sur les stéréotypes de ces groupes peuvent être attribués à la personne. Par la suite, l’individu qui effectue la catégorisation sociale et le préjugé d’une autre personne peut développer des émotions qui soient positives ou négatives envers cette personne et prendre des actions discriminatoires (par exemple exclure la personne).
Sur la question des stéréotypes des enfants, une recherche a été menée par Patterson et Bigler (2006) pour combattre une idée que les enfants sont incapables de former des attitudes envers certains groupes par eux-mêmes, leurs jugements venant de leur environnement et notamment des adultes. L'étude suggère que les attitudes enseignées aux enfants sont plus subtiles que l’on croyait. C’est-à-dire que les jeunes enfants démontrent des préférences aux groupes mis en exagération par les adultes à travers leur comportement et leur langage et non par l’enseignement d’attitudes de façon explicite (page 858). L'enseignement direct de jugements négatifs aux enfants n'est donc pas la seule source de stéréotypes, la catégorisation sociale intervenant également.